# Jesse Jackson
Jesse Louis Jackson (starší) (* 8. října 1941, Greenville, Jižní Karolína, USA) je americký aktivista zabývající se lidskými právy a baptistický kazatel. V letech 1984 a 1988 byl jedním z kandidátů demokratické strany na amerického prezidenta. Mezi lety 1991 a 1997 vykonával funkci stínového senátora za District of Columbia (který z historických důvodů nemá zastoupení v americkém senátu). Je členem organizace na obranu lidských práv SCLC.

## Soukromý život
Jackson je ženat s Jacqueline (roz. Brownovou), s kterou má pět dětí. Jeho syn, Jesse Jackson mladší, je od roku 1995 členem sněmovny reprezentantů za stát Illinois.

## Externí odkazy

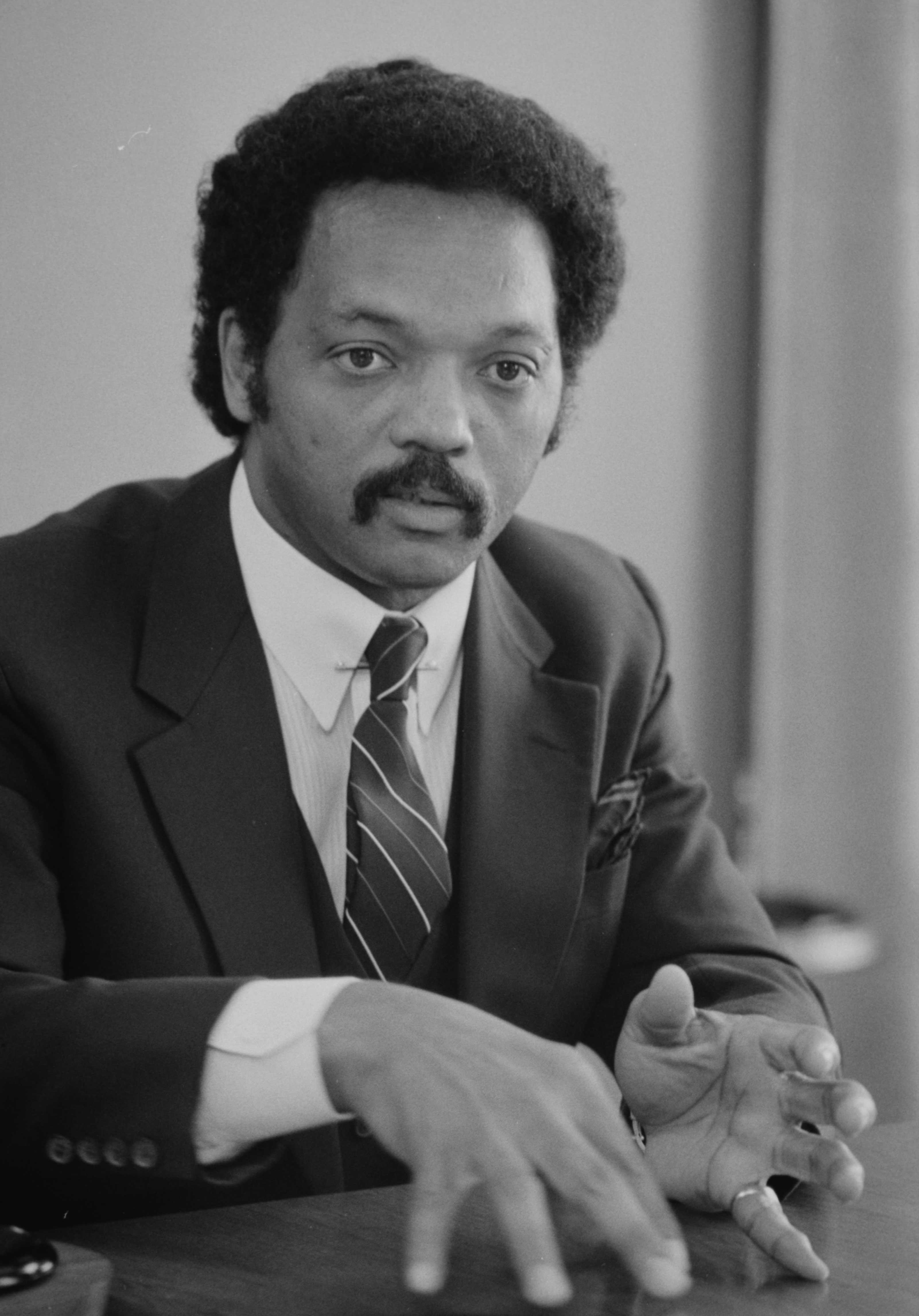
Jesse Jackson v roce 1983